# Теорія випадкових матриць
Теорія випадкових матриць — розділ математичної статистики, що вивчає статистику власних значень випадкових матриць, а іноді також статистику їх власних векторів.
Теорія випадкових матриць має безліч застосувань у фізиці, особливо в квантовій механіці невпорядкованих і класично хаотичних динамічних систем. Справа в тому, що гамільтоніан хаотичної системи нерідко можна подати як випадкову ермітову або симетричну дійсну матрицю, при цьому рівні енергії цього гамильтоніана будуть являти собою власні значення випадкової матриці.
Вперше теорія випадкових матриць була застосована Вігнером в 1950 році для опису рівнів енергії атомного ядра. Згодом виявилося, що теорією випадкових матриць описується безліч систем, включаючи, наприклад, рівні енергії квантових точок, рівні енергії частинок в потенціалах складної форми. Як виявилося, теорія випадкових матриць може бути застосована практично до будь-якої квантової системи, класичний аналог якої не є інтеґровним. При цьому спостерігаються суттєві відмінності в розподілі рівнів енергії: розподіл рівнів енергії в інтеґровній системі, як правило, близький до розподілу Пуассона, в той час як для неінтеґровних систем він має інший вигляд, характерний для випадкових матриць.
Теорія випадкових матриць виявилася корисною і для, здавалося б, сторонніх розділів математики, зокрема, розподіл нулів дзета-функції Рімана на критичної прямий можна описати за допомогою деякого ансамблю випадкових матриць.